# 고불사 권수정혜결사문
고불사 권수정혜결사문(古佛寺 勸修定慧結社文)은 부산광역시 기장군 고불사에 있는, 1608년 순천 송광사에서 중간한 책이다. 2019년 5월 29일 부산광역시의 문화재자료 제111호로 지정되었다.

## 지정 사유
'권수정혜결사문'은 1190년(고려 명종 20)에 승려 지눌(知訥 1158~1210)이 승려들이 선정(禪定)과 지혜를 함께 닦을 것[定慧雙修]을 호소하면서 지은 책이다. 저자가 1182년(고려 명종 12) 정월에 개성 보제사(普濟寺)의 담선법회(談禪法會)에 참여하여 승려 10여 인과 함께 명예와 이익을 버리고 산 속에 들어가서 선정과 지혜를 닦자고 결의한 뒤, 1190년에 팔공산 거조사(居祖寺)에서 결사를 시작할 때 이 글을 지었다. 글의 첫머리에는 서문에 해당하는 글이 있고, 다음에 '바른 도가 가려진 말법(末法)의 시대에는 선정과 지혜를 닦기보다는 염불로써 극락정토에 왕생하는 것이 좋지 않겠는가？'하는 물음과 그에 대한 대답을 비롯하여, 모두 여섯 차례의 문답을 통해서 선정과 지혜를 닦아야 하는 이유 및 수행하는 이들이 갖기 쉬운 의문을 풀어주고 있다.
고불사 소장 '권수정혜결사문'은 1608년 순천 송광사에서 중간한 것으로, 권미(卷尾)에는 지눌이 1190년에 지은 지문(識文)과 초간본의 간행사실이 기록되어 있고, 이어서 송광사에서 중간한 간기(刊記)와 축원문(祝願文), 시주질(施主秩), 간역질(刊役秩) 등이 나타난다. 간기는 ‘대명 만력 36년 무신 6월 일 순천부 송광사 중간 산인 학명 서(大明萬曆三六年戊申六月日 順天府松廣寺重刊 山人學明書)’로 되어 있어서 1608년 6월에 순천의 송광사에서 중간하였으며 학명이 글을 썼음을 알 수 있다. 대부분의 장(張) 우측면 광곽(匡郭) 여백에는 시주자명이 새겨져 있다. 권수제(卷首題)는 ‘勸修定慧結社文’이고, 표제(表題)는 ‘定慧結社文’, 판심제(版心題)는 '文'이다. 표지는 개장(改裝)된 것으로 짐작되지만, 속지의 보존 상태는 매우 양호하다. 간행 사항들이 분명하게 기록되어 있어서 당시의 불교 서적 간행 상황을 파악하는데 도움이 되는 귀중한 자료이다. 시기적으로 임진왜란 이후이기는 하나 현전되는 판본들 중에는 간행시기가 가장 이른 것이며, 보존 상태도 매우 양호하다. 알려진 책 수도 많지 않으나, 임진왜란 이후에 간행되었기 때문에 알려지지 않은 전존본들이 더 있을 수 있겠다는 점을 고려하여, 부산광역시문화재자료로 지정하고자 한다.

## 같이 보기
- 권수정혜결사문

## 참고 문헌
- 고불사 권수정혜결사문 - 국가유산청 국가유산포털